# 野上村 (広島県)
野上村（のがみむら）は、広島県深安郡にあった村。現在の福山市の一部にあたる。

## 地理
芦田川下流左岸のデルタ地帯に位置していた。

## 歴史
- 1889年（明治22年）4月1日、町村制の施行により、深津郡野上村が単独で村制施行し、野上村が発足[1][2]。
- 1898年（明治31年）10月1日、郡の統合により深安郡に所属[1][2]。
- 1913年（大正2年）4月1日、深安郡福山町に編入され廃止[1][2]。

### 地名の由来
常興寺山（城山）麓の高台を野上と通称したことよることから現在の福山城や福山駅がある中心街にあたる地域の古い地名。

## 産業
- 農業[1]